# Саттинское сельское поселение
Саттинское се́льское поселе́ние — муниципальное образование в Шатойском районе Чеченской Республики Российской Федерации.
Административный центр — село Сатти.

## География
Находится на юге республики в Аргунском ущелье

## Население
| 2010 | 2012 | 2013 | 2014 | 2015 | 2016 | 2017 |
| ---- | ---- | ---- | ---- | ---- | ---- | ---- |
| 661  | ↗694 | ↗721 | ↗734 | ↗748 | ↗772 | ↗808 |
| 2018 | 2019 | 2020 | 2021 | 2023 | 2024 |      |
| ↗831 | ↗849 | ↗875 | ↘771 | ↗780 | ↗792 |      |

## Состав сельского поселения
| № | Населённый пункт | Тип населённого пункта       | Население |
| - | ---------------- | ---------------------------- | --------- |
| 1 | Урдюхой          | село                         | ↗343      |
| 2 | Сатти            | село, административный центр | ↗153      |
| 3 | Юкерч-Келой      | село                         | ↗165      |